# Route der Industriekultur – Krupp und die Stadt Essen
Krupp und die Stadt Essen ist die fünfte Themenroute der Route der Industriekultur. Die Familie Krupp hat nicht nur Essen und das Ruhrgebiet geprägt, sondern ist auch zum Synonym für die deutsche Rüstungsindustrie geworden.
Mitte 2012 und Anfang 2013 veränderte der RVR die Anzahl und Reihenfolge der Stationen, die Positionen sind kursiv gekennzeichnet.

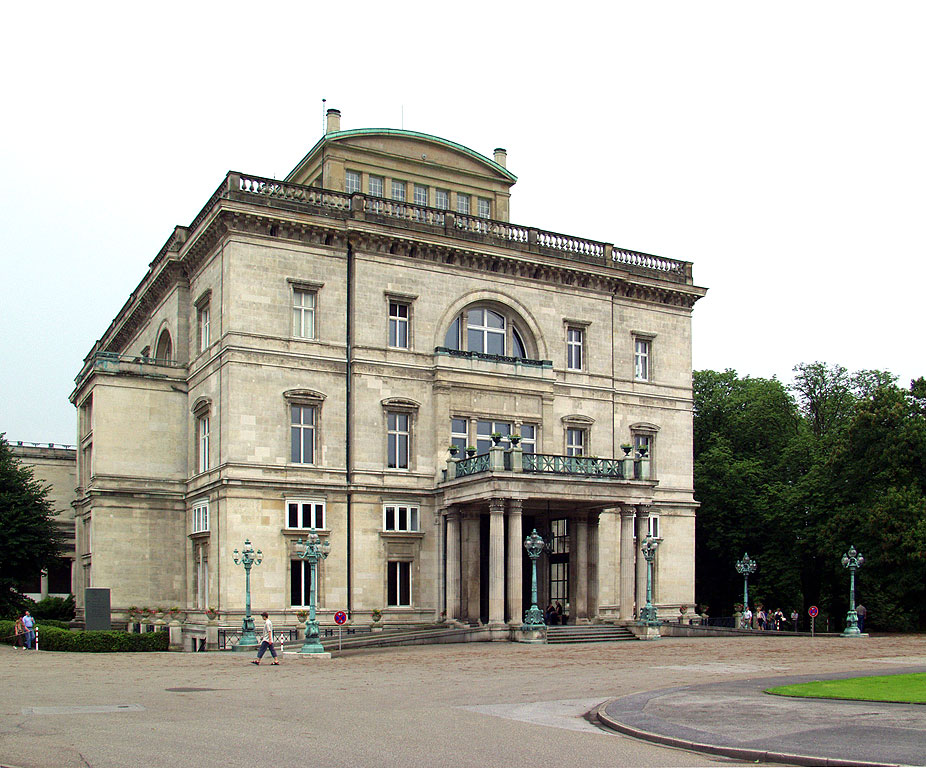
Villa Hügel

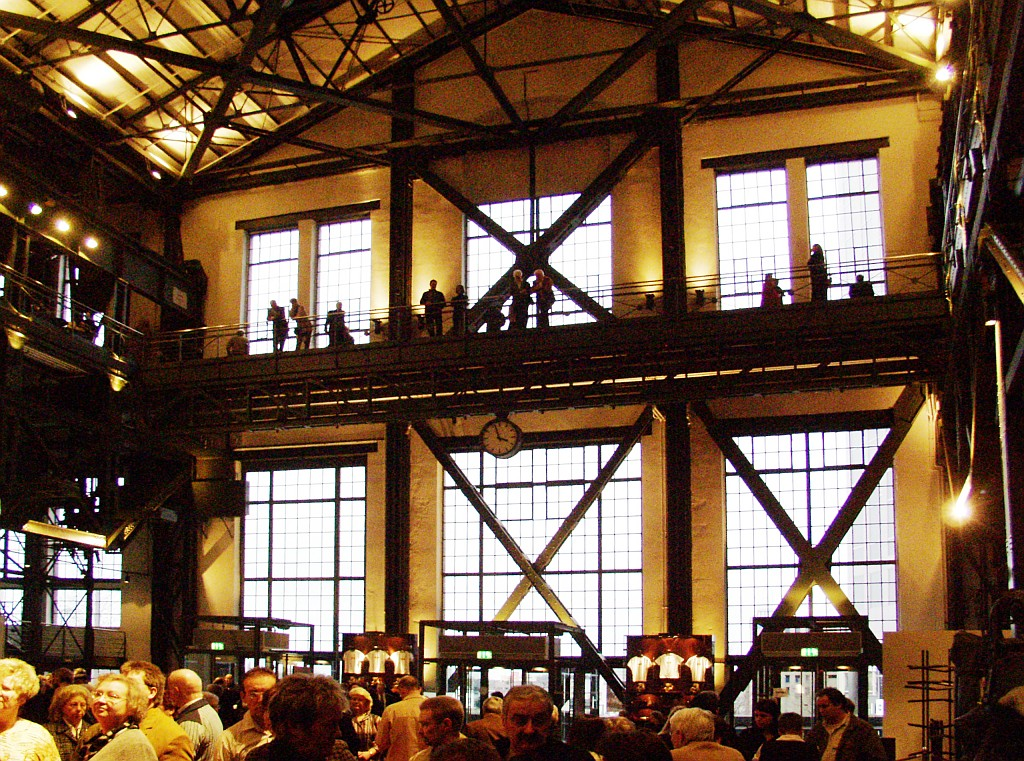
Colosseum Theater

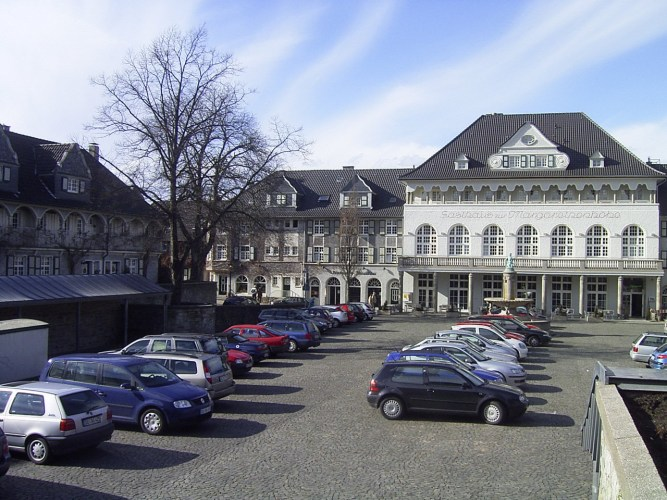
Margarethenhöhe

Tiegelgussdenkmal

- Villa Hügel
- Hügelpark
- Siedlung Brandenbusch (Reihenfolge geändert)
- Bahnhof Hügel
- Parkhaus Hügel
- Wasserwerk Wolfsbachtal
- Evangelische Kirche Werden (neu ab Mitte 2012)
- ETuF Essen (neu ab Anfang 2013)
- Familienfriedhof Krupp (Reihenfolge geändert)
- Siedlung Altenhof I
- Alfried Krupp Krankenhaus
- Altenhof Kapelle
- Pfründnerhäuser
- Altenhof II
- Kruppsche Beamtenhäuser
- Erlöserkirche (neu ab Mitte 2012)
- Siedlung Friedrichshof
- Margarethenhöhe
- Halbachhammer
- Gedenktafel Humboldtstraße
- Siedlung Heimaterde
- Siedlung Alfredshof
- Siedlung Luisenhof
- Siedlung Pottgießerhof
- Tunnel Grunertstraße
- Bürohaus West (Reihenfolge geändert)
- Friedrichsbad (neu ab Mitte 2012)
- Ehemalige Bierhalle Siedlung Kronenberg (neu ab Anfang 2013)
- Zeche Vereinigte Helene-Amalie (Reihenfolge geändert)
- Lokomotivfabrik und Werksbahn Krupp (neu ab Mitte 2012)
- Gedenkstein Walkmühle (neu ab Anfang 2013)
- Achte Mechanische Werkstatt, heute Colosseum Theater (Reihenfolge geändert)
- Press- und Hammerwerk Ost (Reihenfolge geändert)
- Alfred-Krupp-Denkmal an der Marktkirche (neu ab Anfang 2013)
- WIDIA-Fabrik (neu ab Anfang 2013)
- ehemalige Krupp-Hauptverwaltung
- Tiegelgussdenkmal
- Stammhaus Krupp
- Thyssenkrupp-Quartier (neu ab Mitte 2012)

Symbole der Route der Industriekultur: Besucherzentrum  Ankerpunkt  Panorama  Siedlung .